# Tjejen som gjorde lumpen
Tjejen som gjorde lumpen (originaltitel: Private Benjamin) är en amerikansk komedifilm från 1980 i regi av Howard Zieff, med Goldie Hawn i huvudrollen.

## Handling
Judy Goodman (Goldie Hawn) är en söt men bortskämd ung kvinna, hennes liv går mestadels ut på att shoppa och fixa håret. Men efter att hennes andra äktenskap går i kras då hennes make dör bestämmer hon sig för att göra något nytt, hon tar värvning i armén. Dock visar det sig vara mer krävande än vad hon räknat med.

## Rollista i urval
- Goldie Hawn – menige Judy Benjamin
- Eileen Brennan – kapten Doreen Lewis
- Armand Assante – Henrí Alan Trémont
- Robert Webber – överste Clay Thornbush
- Sam Wanamaker – Teddy Benjamin, Judys far
- Barbara Barrie – Harriet Benjamin, Judys mor
- Mary Kay Place – menige Mary Lou Glass
- Harry Dean Stanton – sergeant Jim Ballard